# Xylosciara pulcherrima
Xylosciara pulcherrima är en tvåvingeart som beskrevs av Werner Mohrig och Boris Mamaev 1979. Xylosciara pulcherrima ingår i släktet Xylosciara och familjen sorgmyggor. Inga underarter finns listade i Catalogue of Life.